# Mako Fukube
Mako Fukube (japanisch 福部 真子 Fukube Mako; * 28. Oktober 1995 in Fuchū) ist eine japanische Leichtathletin, die sich auf den 100-Meter-Hürdenlauf spezialisiert hat und aktuell Inhaberin des Landesrekordes ist.

## Sportliche Laufbahn
Erste internationale Erfahrungen sammelte Mako Fukube im Jahr 2012, als sie bei den Juniorenweltmeisterschaften in Barcelona mit 13,92 s im Halbfinale über 100 Meter Hürden ausschied. 2014 siegte sie in 13,98 s bei den Juniorenasienmeisterschaften in Taipeh und belegte dort zudem in 46,42 s den vierten Platz mit der japanischen 4-mal-100-Meter-Staffel. 2022 startete sie dann bei den Weltmeisterschaften in Eugene und schied dort mit neuem Landesrekord von 12,82 s im Halbfinale aus. Im Herbst verbesserte sie den japanischen Rekord auf 12,73 s und 2024 auf 12,69 s. Damit qualifizierte sie sich für die Teilnahme an den Olympischen Sommerspielen in Paris und schied dort mit 12,89 s im Halbfinale aus.
In den Jahren 2022 und 2024 wurde Fukube japanische Meisterin im 100-Meter-Hürdenlauf.

## Persönliche Bestleistungen
- 100 m Hürden: 12,69 s (+1,2 m/s), 20. Juli 2024 in Hiratsuka (japanischer Rekord)
  - 60 m Hürden (Halle): 8,17 s, 12. März 2022 in Osaka